# 滿達海
滿達海（穆麟德轉寫：mandahai；1622年4月30日（天命七年三月二十）—1652年3月15日（順治九年二月初六）），滿洲愛新覺羅氏，清初將領。清太祖努爾哈赤孫，禮烈親王代善第七子。代善死後，襲爵位為禮親王，後改封為巽親王。滿達海死後被追論前過，削其謚號，降爵為貝勒。禮親王一系由其子常阿岱轉由其弟祜塞（代善第八子）之子傑書承襲，並改封為康親王（因傑書襲爵前為康郡王）。

## 生平
崇德五年（1640年），跟從圍攻錦州。崇德六年（1641年），封為輔國公。跟從肅親王豪格圍攻松山，大破敵軍。洪承疇開赴援救，與清軍大戰，滿達海所乘馬受創傷，明兵大舉殺至，清軍力戰，滿達海殿後而還。明總兵吳三桂倚山為營，滿達海結合諸軍擊破明軍，吳三桂當晚逃遁。崇德七年（1642年），跟從濟爾哈朗攻克塔山。崇德八年（1643年），授為都察院承政。
順治元年（1644年），追從入關，大敗李自成的大順軍，進封為貝子。再跟從英親王阿濟格追逐李自成趨至綏德。順治二年（1645年），攻克沿邊三城及延安，李自成逃遁至湖廣，大軍遂還。順治三年（1646年），跟從豪格討伐張獻忠，自漢中進入秦州，收降張獻忠部將高如礪。大軍進至西充，追擊斬殺張獻忠後，再與尼堪分剿剩餘賊黨。順治五年（1648年），收兵凱旋而歸。因徇巴牙喇纛章京希爾根冒功而連坐，朝廷議罪罰銀，睿親王多爾袞下令免除。順治六年（1649年），承襲其父禮親王爵位。降將姜瓖在大同反叛，滿達海與郡王瓦克達率師討伐，再授征西大將軍。攻克朔州、馬邑、寧武關、寧化所、八角堡、靜樂縣，遂與博洛會師，收復汾州。姜瓖被誅殺後，大同遂平定。滿達海派遣兵馬圍攻平遙、太谷、遼沁，先後攻克這些地方。屯留、襄垣、榆社、武鄉諸縣俱被他攻下。睿親王多爾袞令留瓦克達剿滅剩餘賊寇，滿達海返回京師。
順治八年（1651年），清世祖福臨親政，改滿達海封號為巽親王。諸王分治部務，滿達海執掌吏部。順治九年（1652年）二月，滿達海逝世。朝廷賜予謚號「簡」。順治十六年（1659年），追論滿達海於奏削多爾袞封爵後，奪去其財物；並在掌管吏部時因懼怕譚泰驕縱，未有論劾譚泰，最終被削其謚號僕碑，降爵為貝勒。
其子常阿岱，最初襲父爵為巽親王。順治十六年（1659年）時，因追論滿達海之罪被降為貝勒。
乾隆四十三年（1778年），朝廷追錄滿達海的功勞，命滿達海之曾孫星海之孫福色鏗額以輔國將軍世襲。

## 家族
- 父：禮烈親王代善
- 母：繼福晉葉赫納喇氏[1]
- 妻妾：[1]
  - 嫡福晉博爾濟吉特氏
  - 繼福晉伊爾根覺羅氏
  - 側福晉奇特氏
  - 庶福晉舒舒覺羅氏
  - 妾吳氏
- 子：[1]

1. 多羅懷憨貝勒常阿岱，母嫡福晉博爾濟吉特氏
2. 楞塞宜，母庶福晉舒舒覺羅氏